# 基谢雷
基谢雷（葡萄牙語：Quixeré）是巴西塞阿拉州的一个市镇。总面积616.825平方公里，总人口18556人，人口密度30.1人/平方公里。